# George Lawrence Davis
George Lawrence Davis (Monmouth, 1830 - Caldes de Montbui, 1894) va ser un missioner que va arribar a Madrid des de Leominster (Herefordshire) l'any 1863.
Després de recórrer diferents llocs d'Espanya amb un carro blindat ple de bíblies va arribar a la vila de Gràcia (Barcelona), on va treballar en la fundació d'escoles per a nens i adults, i on, en una impremta fundada per ell mateix, editarà diverses revistes de caràcter cultural i religiós com La Aurora de la Gracia.
També va fundar un hospital nomenat "El Buen Samaritano", que seria l'embrió de l'actual Hospital Evangèlic de Barcelona.
Buscant els remeis dels seus balnearis d'aigües termals es va traslladar a Caldes de Montbui (Barcelona), on continuarà la seva tasca educadora fundant una escola coneguda popularment com 'l'Escola dels pobres' que va ser una entitat clau en l'alfabetització

,; també va iniciar l'església Església Evangèlica de Caldes de Montbui.
En reconeixement de la seva tasca a Caldes han fet la Ruta George Lawrence; també han posat el seu nom al carrer on està ubicada l'església que ell va iniciar.

## 10.500 nens
En set anys van passar per les aules creades per George Lawrence més de 10.500 alumnes de diferents edats, des de nens petits fins a persones adultes. En aquests centres evangèlics s'oferia una pedagogia moderna i oberta. El missioner creia ferventment que <l'escolarització era la gran esperança del país> i per això hi va apostar.